# Logansport
La ville de Logansport est le siège du comté de Cass, situé dans l’État de l’Indiana, aux États-Unis. Sa population s’élevait à 18 396 habitants lors du recensement de 2010, estimée à 17 755 habitants en 2017.

## Source
- (en) Cet article est partiellement ou en totalité issu de l’article de Wikipédia en anglais intitulé « Logansport, Indiana » (voir la liste des auteurs).